# Rmdir
rmdir — команда в операційних системах DOS, UNIX, Windows, яка видаляє директорію. Цю команду розуміють більшість FTP-серверів.
Приклад використання:
```
rmdir тека
```

де тека відповідає тій директорії, яку ви хочете видалити. У Unix існують також ключі (параметри) для цієї команди, як-от -p. При використанні з цим ключем віддаляються також директорії вищого рівня, якщо вони порожні.
Наприклад:
```
rmdir -p foo/bar/baz
```

Спочатку буде видалена директорія baz, потім bar і в кінці foo. Таким чином, будуть видалені три директорії, записані в аргументі.
Команда rmdir не видалить директорію, якщо вона не порожня. Правильний спосіб для видалення рекурсивно всього змісту директорії — використовувати команду rm:
```
rm -r for/bar/baz
```

Щоб зробити це в DOS, використовуйте deltree, або у Windows —
```
rd /s ім'я_директорії
```